# Чиппева (округ, Вісконсин)
Шаблон:StateAbbr_ 45°04′ пн. ш. 91°17′ зх. д. / 45.07° пн. ш. 91.28° зх. д.
 Чиппева (англ. Chippewa County) — округ (графство) у штаті Вісконсин. Ідентифікатор округу 55017. Окружний центр — місто Чиппева-Фоллс.

## Історія
Округ утворений 1845 року.

## Демографія
За даними перепису
2000 року
загальне населення округу становило 55195 осіб, зокрема міського населення було 25968, а сільського — 29227.
Серед них чоловіків — 27468, а жінок — 27727. В окрузі було 21356 домогосподарств, 15006 родин, які мешкали в 22821 будинках.
Середній розмір родини становив 3,03.
Віковий розподіл населення поданий у таблиці:
| Стать    | До 15 років | 15-21 | 22-29 | 30-39 | 40-49 | 50-65 | 65-85 | Понад 85 |
| -------- | ----------- | ----- | ----- | ----- | ----- | ----- | ----- | -------- |
| Чоловіки | 6142        | 2790  | 2283  | 4137  | 4486  | 4189  | 3100  | 341      |
| Жінки    | 5639        | 2637  | 2297  | 3933  | 4361  | 4264  | 3798  | 798      |

## Суміжні округи
- Раск — північ
- Тейлор — схід
- Кларк — південний схід
- О-Клер — південь
- Данн — захід
- Беррон — північний захід

## Виноски
1. ↑  U.S. Decennial Census. United States Census Bureau. Архів оригіналу за 26 квітня 2015. Процитовано 2 серпня 2015.
2. ↑  Historical Census Browser. University of Virginia Library. Архів оригіналу за 11 серпня 2012. Процитовано 2 серпня 2015.
3. ↑  Forstall, Richard L., ред. (27 березня 1995). Population of Counties by Decennial Census: 1900 to 1990. United States Census Bureau. Процитовано 2 серпня 2015.
4. ↑  Census 2000 PHC-T-4. Ranking Tables for Counties: 1990 and 2000 (PDF). United States Census Bureau. 2 квітня 2001. Процитовано 2 серпня 2015.
5. ↑  State & County QuickFacts. United States Census Bureau. Архів оригіналу за 6 червня 2011. Процитовано 18 січня 2014. [Архівовано 2011-06-06 у Wayback Machine.](англ.) Наведено за англійською вікіпедією.
6. ↑  American FactFinder. Бюро перепису населення США. Архів оригіналу за 26 лютого 2012. Процитовано 31 січня 2008. [Архівовано 2008-05-21 у Wayback Machine.]

| США | Це незавершена стаття з географії США. Ви можете допомогти проєкту, виправивши або дописавши її. |